# Kochiwang
Kochiwang (nepalski: कोचिवाङ) – gaun wikas samiti w zachodniej części Nepalu w strefie Rapti w dystrykcie Pyuthan. Według nepalskiego spisu powszechnego z 2001 roku liczył on 589 gospodarstw domowych i 3194 mieszkańców (1766 kobiet i 1428 mężczyzn).